# Montezemolo (Italia)
Montezemolo (Monzemo in piemontese) è un comune italiano di 219 abitanti della provincia di Cuneo in Piemonte.

## Geografia fisica
Il comune si trova sulla convergenza tra le valli di tre affluenti del Tanaro: Cevetta, Belbo e Bormida, al confine con la Liguria. Il capoluogo è situato ad una quota di 750 metri sul livello del mare. Nel territorio comunale nasce il Belbo. Parte del comune ricade nella Riserva naturale delle Sorgenti del Belbo.

## Società

### Evoluzione demografica
Abitanti censiti

## Economia
A Montezemolo tra le attività economiche hanno notevole importanza l'allevamento e l'agricoltura.

## Amministrazione
Di seguito è presentata una tabella relativa alle amministrazioni che si sono succedute in questo comune.

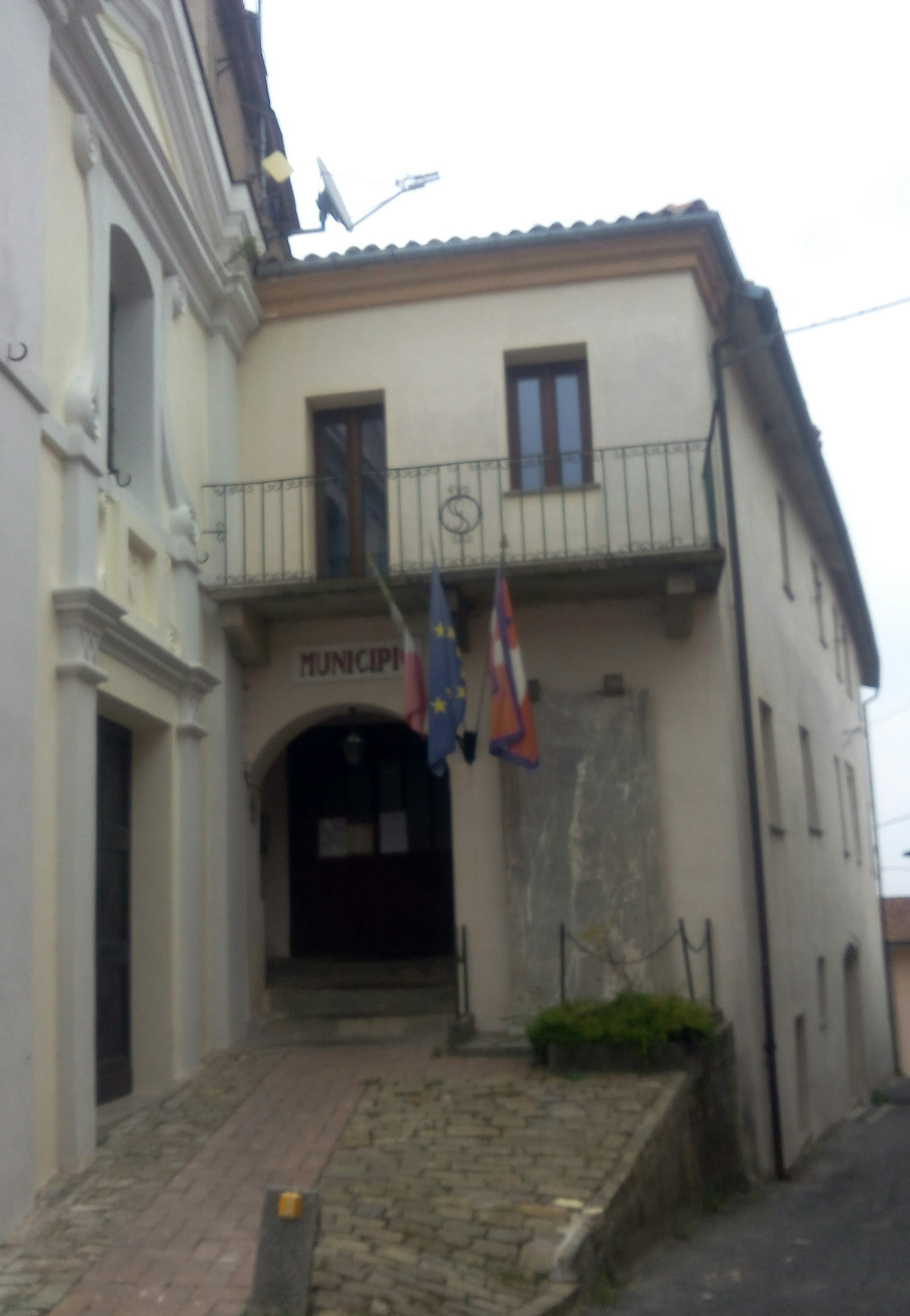
Il municipio

| Periodo        | Periodo        | Primo cittadino    | Partito                       | Carica  | Note  |
| -------------- | -------------- | ------------------ | ----------------------------- | ------- | ----- |
| 24 giugno 1985 | 15 giugno 1990 | Secondo Robaldo    | lista civica                  | Sindaco | [ 8 ] |
| 15 giugno 1990 | 24 aprile 1995 | Secondo Robaldo    | lista civica                  | Sindaco | [ 8 ] |
| 24 aprile 1995 | 14 giugno 1999 | Secondo Robaldo    | centro                        | Sindaco | [ 8 ] |
| 14 giugno 1999 | 14 giugno 2004 | Secondo Robaldo    | -                             | Sindaco | [ 8 ] |
| 14 giugno 2004 | 8 giugno 2009  | Giuseppe Taramazzo | lista civica                  | Sindaco | [ 8 ] |
| 8 giugno 2009  | 26 maggio 2014 | Secondo Robaldo    | lista civica                  | Sindaco | [ 8 ] |
| 26 maggio 2014 | in carica      | Giuseppe Taramazzo | lista civica: per Montezemolo | Sindaco | [ 8 ] |

### Altre informazioni amministrative
Montezemolo faceva parte della comunità montana Alto Tanaro Cebano Monregalese. L'ente è stato soppresso, insieme alle altre comunità montane del Piemonte, con la Legge regionale 28 settembre 2012, n. 11.